# Brandon Maïsano
Pas d'image ? Cliquez ici
Brandon Maïsano, né le 24 juin 1993 à Cannes, est un pilote automobile français.

## Parcours
Maïsano débute en karting en 2004, à 11 ans, et devient champion régional minimes de Provence-Alpes-Côte d'Azur et troisième du championnat de France dans la même catégorie. Il s'impose également dans les catégories Mini, Junior, KF3, KF2 et Super KF.
En 2009, il gagne la première course à laquelle il participe en catégorie Super KF. À ce jour, aucun autre pilote de karting ne s'est imposé dans cette catégorie dès sa première course.
Pour la saison 2010, il intègre la Ferrari Driver Academy. Il remporte le Championnat Formula Abarth avec BVM Target Racing pour sa première participation. Il est crédité du plus grand nombre de victoires (4), du plus grand nombre de pole positions (2) et du plus grand nombre de meilleur temps en course (4). En 2013, il sort de la Ferrari Driver Academy., il passe à la European F3 Open season, en 2014 à la F4 italienne et en 2015, à la F3 Europe avec Prema Powerteam.

## Meilleurs classements
| Saison | Séries                            | Écurie          | Courses | Victoires | Poles Position | Meilleurs Tours | Podiums | Points | Position |
| ------ | --------------------------------- | --------------- | ------- | --------- | -------------- | --------------- | ------- | ------ | -------- |
| 2010   | Formula Abarth Championship       | BVM Racing      | 14      | 4         | 2              | 3               | 7       | 128    | Champion |
| 2011   | Championnat d'Italie de Formule 3 | BVM Racing      | 16      | 2         | 1              | 2               | 6       | 116    | 4e       |
| 2012   | Championnat d'Italie de Formule 3 | Prema Powerteam | 24      | 3         | 2              | 3               | 14      | 229    | 3e       |
| 2013   | European F3 Open                  | DAV Racing      | 2       | 0         | 0              | 0               | 0       | 10     | 16e      |
| 2014   | Championnat d'Italie de Formule 4 | Prema Powerteam | 21      | 17        | 14             | 20              | 19      | 406    | Champion |
| 2015   | Toyota Racing Series              | M2 Competition  | 16      | 5         | 4              | 5               | 8       | 798    | 2e       |
| 2015   | Championnat d'Europe de Formule 3 | Prema Powerteam | 24      | 0         | 0              | 0               | 0       | 53     | 15e      |
| 2015   | GP3 Series                        | Campos Racing   | 2       | 0         | 0              | 0               | 0       | 0      | 25e      |

### Sources
- (it) Andrea Giustini, « A tu per tu con Brandon Maïsano: “Vado ad Adria per vincere” », stopandgo.tv,‎ 5 juin 2014 (lire en ligne).
- « Maïsano démarre bien son année », Auto Hebdo,‎ 19 janvier 2015 (lire en ligne).
- « Brandon Maïsano en F3 Europe avec Prema Powerteam », Auto Hebdo,‎ 19 février 2015 (lire en ligne).
- « Euro F3 – Brandon Maisano et Rosenqvist équipiers chez Prema », Autosport,‎ 20 février 2015 (lire en ligne).
- « F3-EL2 : Brandon Maïsano s'illustre », Auto Hebdo,‎ 10 avril 2015 (lire en ligne).
- Gilles Gaignault, « F3. Lance Stroll et Brandon Maïsano, les plus vites ce vendredi matin à Silverstone », Auto News Info,‎ 12 avril 2015 (lire en ligne).